# Sarah Strohmeyer
Pour les articles homonymes, voir Strohmeyer.
Sarah Strohmeyer, née à Bethlehem, en Pennsylvanie, aux États-Unis, est une femme de lettres américaine, auteure de roman policier.

## Biographie
Elle fait des études supérieures à l'université Tufts.
En 2001, elle publie son premier roman, Bubbles se lâche (Bubbles Unbound), pour lequel elle est lauréate du prix Agatha 2001 du premier roman. C'est le premier volume d'une série consacrée aux enquêtes du personnage de Bubbles Yablonsky (en), jeune femme d'origine polonaise et lituanienne qui travaille comme coiffeuse et esthéticienne. Bientôt, elle consacre toutefois une grande partie de son temps à travailler comme journaliste pigiste pour un journal local de Pennsylvanie et à mener, en détective amateur, ses propres enquêtes sur d'étranges affaires criminelles au volant de sa Chevrolet Camaro.

## Œuvre

### SérieBubbles Yablonsky
1. Bubbles se lâche, Fleuve noir, 2006 ((en) Bubbles Unbound, 2001)  (ISBN 2-265-08217-1)Réédition, Pocket, coll. « Presses-Pocket » no 13157, 2007 (ISBN 978-2-266-16675-1)
2. Bubbles coupe les cheveux en quatre, Fleuve noir, 2006 ((en) Bubbles in Trouble, 2002)  (ISBN 2-265-08218-X)Réédition, Pocket, coll. « Presses-Pocket » no 13160, 2008 (ISBN 978-2-266-16678-2)
3. Bubbles s'enflamme, Fleuve noir, 2007 ((en) Bubbles Ablaze, 2003)  (ISBN 978-2-265-08331-8)
4. Ça chauffe pour Bubbles, Fleuve noir, 2008 ((en) Bubbles a Broad, 2004)  (ISBN 978-2-265-08543-5)Réédition, Pocket, coll. « Presses-Pocket » no 13762, 2009 (ISBN 978-2-266-18546-2)
5. (en) Bubbles Betrothed, 2005
6. (en) Bubbles All The Way, 2006

### Romans indépendants
- (en) The Secret Lives of Fortunate Wives (en), 2005
- (en) The Cinderella Pact, 2006
- (en) The Sleeping Beauty Proposal, 2007
- (en) Sweet Love, 2008
- (en) The Penny Pinchers Club, 2009
- (en) Kindred Spirits, 2011
- (en) Smart Girls Get What They Want (en), 2012
- (en) How Zoe Made Her Dreams (Mostly) Come True, 2013
- (en) The Secrets of Lily Graves, 2014
- (en) This Is My Brain on Boys, 2016
- (en) Do I Know You?, 2021
- (en) A Mother Always Knows, 2025

### Autre ouvrage
- (en) Barbie Unbound

## Prix et distinctions

### Prix
- Prix Agatha 2001 du meilleur premier roman pour Bubbles Unbound[1]

### Nomination
- Prix Barry 2002 du meilleur premier roman pour Bubbles Unbound[2]